# Marcin Hamkało
Marcin Hamkało (ur. 1971 we Wrocławiu) – menedżer kultury, redaktor, kurator i współautor wystaw, wykładowca, polski poeta i literaturoznawca. 

## Życiorys
Doktor nauk humanistycznych (2001). Od 2006 dyrektor Międzynarodowego Festiwalu Opowiadania, w latach 2015–2021 dyrektor Muzeum Pana Tadeusza i wicedyrektor Zakładu Narodowego im. Ossolińskich, od 2021 prezes i redaktor naczelny Wydawnictwa Uniwersytetu Wrocławskiego. 
Był twórcą i redaktorem naczelnym pierwszego polskiego tygodnika internetowego „TIN” (2001–2004), redaktorem miesięcznika „Odra”, wykładał m.in. teorię marki, problematykę cyberkultury i creative writing na Uniwersytecie Wrocławskim, Uniwersytecie Jagiellońskim (SLA) oraz w Dolnośląskiej Szkole Wyższej. Współautor i dyrektor kreatywny kilkudziesięciu ogólnopolskich i międzynarodowych kampanii reklamowych. Wydał tomy poetyckie „limes” (1995), „weiter weiter” (1998) i „nagrałem mu się” (2005); jego utwory ukazały się też w wielu antologiach i czasopismach, były tłumaczone na ukraiński, angielski, hiszpański i serbski. Stypendysta Hawthornden Castle Fellowship, uczestnik festiwali literackich we Francji, w Serbii i na Ukrainie. Szersze omówienia jego tekstów ukazały się m.in. na łamach: „Tygodnika Powszechnego”, „Odry”, „Gazety Wyborczej”, „Czasu Kultury”, „FA-artu”, „Studium”, „Arte”, „Lampy”, „Nowych Książek”, „Toposu” i „Twórczości”.  
Autor monografii w rozmowach "Od nietoperza do scata" (Wrocław 2005), współautor "pierwszego polskiego podręcznika dla autorów” pt. "Jak zostać pisarzem" (2011). 
Redaktor naczelny pism „Opowiadanie” (od 2014) i „Interpretacje” (od 2018).   
Mieszka we Wrocławiu. Mąż poetki, krytyczki literackiej, pisarki i publicystki Agnieszki Wolny-Hamkało. 
Jest prezesem Towarzystwa Aktywnej Komunikacji.  

## Poezja
- Limes - Wydawnictwo Pomona, Wrocław, 1996
- weiter weiter - wyd. SPP, Wrocław, 1998, ISBN 83-906553-4-9)
- Nagrałem mu się - (FA-art, Bytom 2006, ISBN 83-912880-8-0)